# Riddim Driven: Speed & Full Moon
Riddim Driven: Speed & Full Moon – album kompilacyjny z serii Riddim Driven. Został wydany w styczniu 2001 na CD i LP. Zawiera siedem piosenek nagranych na riddimach "Full Moon" produkcji First Name Productions i "Speed" studia Q-45 Productions

## Lista
1. "Clear & Plain" - Sean Paul
2. "E-L-E-P-H-A-N-T" - Elephant Man
3. "Peace Rag" - Beenie Man
4. "Floss Like We Do" - Ricky Rudie (Bling Dawg)
5. "To Make Money" - Assassin
6. "Elevate" - Bounty Killer
7. "Eyes On Me" - Christopher
8. "Uprising" - Capleton
9. "Look Like" - Madd Anju
10. "You Young" - Assassin
11. "Repeat It" - Lexxus
12. "Beetle Juice" - Elephant Man
13. "Nuh Right" - Elephant Man, Danny English
14. "This Time" - Harry Toddler